# Rock rústico de lomo ancho
Rock rústico de lomo ancho es el primer álbum del cantante El Koala. Consta de 12 canciones y fue publicado en el año 2006.
Adquirió una gran fama debido a la difusión en la red, y luego en los demás medios de comunicación, del sencillo Opá, yo viazé un corrá, el cual tuvo un éxito considerable en España. [cita requerida]

## Listado de canciones
1. Lola - 3:35
2. Opá, yo viazé un corrá - 3:00
3. El gallo de Morón - 3:57
4. Tengo un berraco - 3:14
5. La Cortijera - 2:41
6. Nadie - 3:56
7. Capaó - 3:00
8. Mu basto - 3:00
9. Trampero - 3:01
10. Baldomero - 2:51
11. Un cabrero desayunado en la ciudad - 3:05
12. Flamenquito de lomo ancho - 2:16

- Datos: Q6110337